# Урожайна (Котельницький район)
Урожа́йна (рос. Урожайная) — присілок у складі Котельницького району Кіровської області, Росія. Входить до складу Біртяєвського сільського поселення.
Населення становить 16 осіб (2010, 14 у 2002).
Національний склад станом на 2002 рік — росіяни 100 %.